# Сонячне затемнення 30 квітня 2022 року
Сонячне затемнення 30 квітня 2022 року — часткове сонячне затемнення 119 саросу. Сонячне затемнення відбувається, коли Місяць проходить між Землею і Сонцем, тим самим повністю або частково закриваючи зображення Сонця для перегляду на Землі. Часткове сонячне затемнення відбувається в полярних областях Землі, коли центр місячної тіні пропускає Землю.
Сонце опиниться в тіні і зануриться в морок 30 квітня о 23:27 за Києвом. Примітна ця подія тим, що вона починає коридор затемнень 2022, який триватиме два тижні.

## Зображення
Анімований шлях

## Пов'язані затемнення

### Затемнення 2022 року
- Повне місячне затемнення 16 травня
- Часткове сонячне затемнення 25 жовтня
- Повне місячне затемнення 8 листопада

### Сонячні затемнення 2022—2025 років
| Серія Сонячних затемнень протягом 2022—2025 років | Серія Сонячних затемнень протягом 2022—2025 років | Серія Сонячних затемнень протягом 2022—2025 років | Серія Сонячних затемнень протягом 2022—2025 років | Серія Сонячних затемнень протягом 2022—2025 років | Серія Сонячних затемнень протягом 2022—2025 років | Серія Сонячних затемнень протягом 2022—2025 років |
| ------------------------------------------------- | ------------------------------------------------- | ------------------------------------------------- | ------------------------------------------------- | ------------------------------------------------- | ------------------------------------------------- | ------------------------------------------------- |
| Висхідний вузол                                   | Висхідний вузол                                   | Висхідний вузол                                   |                                                   | Низхідний вузол                                   | Низхідний вузол                                   | Низхідний вузол                                   |
| Сарос                                             | Карта                                             | Гамма                                             | Сарос                                             | Карта                                             | Гамма                                             |                                                   |
| 119                                               | 30 квітня 2022 Часткове                           | -1.19008                                          | 124                                               | 25 жовтня 2022 Часткове                           | 1.07014                                           |                                                   |
| 129                                               | 20 квітня 2023 Hybrid                             | -0.39515                                          | 134                                               | 14 жовтня 2023 Кільцеподібне                      | 0.37534                                           |                                                   |
| 139                                               | 8 квітня 2024 Повне                               | 0.34314                                           | 144                                               | 2 жовтня 2024 Кільцеподібне                       | -0.35087                                          |                                                   |
| 149                                               | 29 березня 2025 Часткове                          | 1.04053                                           | 154                                               | 21 вересня 2025 Часткове                          | -1.06509                                          |                                                   |

### Сарос 119
Це частина циклу Сароса 119, що повторюється кожні 18 років 11 днів і містить 71 подію. Серія почалася з часткового сонячного затемнення 15 травня 850 року нашої ери. Він містить повні затемнення 9 серпня 994 року нашої ери та 20 серпня 1012 року з гібридним затемненням 31 серпня 1030 року. Він має кільцеподібні затемнення з 10 вересня 1048 року по 18 березня 1950 року. Серія закінчується на 71 повторенні як часткове затемнення 24 червня 2112 року. 20 серпня 1012 року найдовша тривалість всього 32 секунди. 1 вересня 1625 року найдовша тривалість кільцевості становила 7 хвилин 37 секунд. Найдовша тривалість гібридності становила всього 18 секунд 31 серпня 1030 року.
| Члени серії 54–70 відбуваються між 1801 і 2100 роками: | Члени серії 54–70 відбуваються між 1801 і 2100 роками: | Члени серії 54–70 відбуваються між 1801 і 2100 роками: |
| 54                                                     | 55                                                     | 56                                                     |
| ------------------------------------------------------ | ------------------------------------------------------ | ------------------------------------------------------ |
| 21 грудня 1805 року                                    | 1 січня 1824 року                                      | 11 січня 1842 року                                     |
| 57                                                     | 58                                                     | 59                                                     |
| 23 січня 1860 року                                     | 2 лютого 1878 року                                     | 13 лютого 1896 року                                    |
| 60                                                     | 61                                                     | 62                                                     |
| 25 лютого 1914 року                                    | 7 березня 1932 року                                    | 18 березня 1950 року                                   |
| 63                                                     | 64                                                     | 65                                                     |
| 28 березня 1968 року                                   | 9 квітня 1986 року                                     | 19 квітня 2004 року                                    |
| 66                                                     | 67                                                     | 68                                                     |
| 30 квітня 2022 року                                    | 11 травня 2040 року                                    | 22 травня 2058 року                                    |
| 69                                                     | 70                                                     |                                                        |
| 1 червня 2076 року                                     | 13 червня 2094 року                                    |                                                        |

### Метонічна серія
Метонів цикл сонячних затемнень повторюється кожні 19 років (6939.69 діб) й триває протягом біля 5-ти циклів. Затемнення відбуваються приблизно одного і того ж календарного дня. 
| 21 подія затемнення, що розвивається з півдня на північ з 13 липня 2018 року по 12 липня 2094 року | 21 подія затемнення, що розвивається з півдня на північ з 13 липня 2018 року по 12 липня 2094 року | 21 подія затемнення, що розвивається з півдня на північ з 13 липня 2018 року по 12 липня 2094 року | 21 подія затемнення, що розвивається з півдня на північ з 13 липня 2018 року по 12 липня 2094 року | 21 подія затемнення, що розвивається з півдня на північ з 13 липня 2018 року по 12 липня 2094 року |
| 12–13 липня                                                                                        | 30 квітня-1 травня                                                                                 | 16–17 лютого                                                                                       | 5–6 грудня                                                                                         | 22–23 вересня                                                                                      |
| 117                                                                                                | 119                                                                                                | 121                                                                                                | 123                                                                                                | 125                                                                                                |
| -------------------------------------------------------------------------------------------------- | -------------------------------------------------------------------------------------------------- | -------------------------------------------------------------------------------------------------- | -------------------------------------------------------------------------------------------------- | -------------------------------------------------------------------------------------------------- |
| 13 липня 2018 року                                                                                 | 30 квітня 2022 року                                                                                | 17 лютого 2026 року                                                                                | 5 грудня 2029 року                                                                                 | 23 вересня 2033 року                                                                               |
| 127                                                                                                | 129                                                                                                | 131                                                                                                | 133                                                                                                | 135                                                                                                |
| 13 липня 2037 року                                                                                 | 30 квітня 2041 року                                                                                | 16 лютого 2045 року                                                                                | 5 грудня 2048 року                                                                                 | 22 вересня 2052 року                                                                               |
| 137                                                                                                | 139                                                                                                | 141                                                                                                | 143                                                                                                | 145                                                                                                |
| 12 липня 2056 року                                                                                 | 30 квітня 2060 року                                                                                | 17 лютого 2064 року                                                                                | 6 грудня 2067 року                                                                                 | 23 вересня 2071 року                                                                               |
| 147                                                                                                | 149                                                                                                | 151                                                                                                | 153                                                                                                | 155                                                                                                |
| 13 липня 2075 року                                                                                 | 1 травня 2079 року                                                                                 | 16 лютого 2083 року                                                                                | 6 грудня 2086 року                                                                                 | 23 вересня 2090 року                                                                               |
| 157                                                                                                | | | | |
| 12 липня 2094 року                                                                                 | | | | |